# Municipio de Lind (Minnesota)
El municipio de Lind (en inglés: Lind Township) es un municipio ubicado en el condado de Roseau en el estado estadounidense de Minnesota. En el año 2010 tenía una población de 56 habitantes y una densidad poblacional de 0,6 personas por km².

## Geografía
El municipio de Lind se encuentra ubicado en las coordenadas 48°35′18″N 96°19′24″O / 48.58833, -96.32333. Según la Oficina del Censo de los Estados Unidos, el municipio tiene una superficie total de 93.68 km², de la cual 93,68 km² corresponden a tierra firme y (0 %) 0 km² es agua.

## Demografía
Según el censo de 2010, había 56 personas residiendo en el municipio de Lind. La densidad de población era de 0,6 hab./km². De los 56 habitantes, el municipio de Lind estaba compuesto por el 100 % blancos. Del total de la población el 0 % eran hispanos o latinos de cualquier raza.